# 악령 (2013년 영화)
《악령》(영어: Haunter)은 2013년 공개된 캐나다의 초자연 공포 영화이다. 빈첸초 나탈리가 연출하고, 애비게일 브레슬린이 주연을 맡았다. 단편 영화 《Elevated》(1996)를 시작으로 빈첸초 나탈리의 연출작에 자주 출연해온 데이비드 휼렛이 이 영화에서도 함께 하였다.

## 줄거리
온타리오의 평범한 10대 소녀 리사는 자신과 가족들이 실은 사망했으며, 이후 집 지박령이 되었고, 1985년의 살해된 당일 하루를 함께 끝없이 되풀이해왔다는 걸 차차 깨닫게 된다.

## 출연
- 애비게일 브레슬린 - 리사 존슨 역
- 피터 아우터브리지 - 브루스 존슨 역
- 미셸 놀든 - 캐럴 존슨 역
- 스티븐 맥해티 - 창백한 남자 - 에드거 멀린스 역
- 피터 다쿤하 - 로버트 "로비" 존슨 역
- 서맨사 와인스틴 - 프랜시스 니컬스 역
- 엘리너 지치 - 올리비아 역
- 데이비드 휼렛 - 데이비드, 올리비아의 아버지 역
- 세라 머니넨 - 올리비아의 어머니 역
- 마틴 캠벨 - 올리비아의 여자 형제 역
- 마리 데임 - 에드거의 어머니 역

## 기타 제작진
- 라인 제작: 데릭 래퍼포트
- 배역: 존 버컨, 제이슨 나이트, 폴 웨버
- 미술: 피터 코스코
- 세트: 알렉산드라 마린코비치, 에번 웨버
- 의상: 패트릭 앤토시
- 분장: 캐서린 비엇
- 헤어: 페기 키리아키도
- 시각 효과: 제프 브루닐, 밥 먼로